# 萊金鎮區 (堪薩斯州哈維縣)
萊金鎮區（英語：Lakin Township）為美國堪薩斯州哈維縣轄下的鎮區。2010年美国人口普查中此鎮區人口有331人。

## 地理
萊金鎮區涵蓋總面積為92.0平方（35.53平方英里），其中陸地面積為92.0平方（35.51平方英里），水域面積為0.052平方（0.02平方英里）或0.06%。海拔高度430（1,410英尺）。

## 人口統計
根據2010年美國人口普查，萊金鎮區人口有331人，其中男性有173人，女性有158人，人口密度為每平方公里3.60人，住房計130戶。鎮區內的白人有318人，非裔美國人有2人，美洲原住民有1人，亞裔美國人有2人，太平洋島裔美國人有0人，其他種族有2人，混血種族則有6人。此外鎮區內有11人為西班牙裔或拉丁裔美國人。此鎮區之年齡中位數為40.1歲，而男性年齡中位數為40.2歲，女性年齡中位數為40.0歲。